# Antonín Šimůnek (stomatolog)
Antonín Šimůnek (* 8. června 1953, Hradec Králové) je český stomatolog a profesor stomatologie na Lékařské fakultě Univerzity Karlovy v Hradci Králové.

## Život
Antonín Šimůnek promoval v roce 1977 na LF UK v Hradci Králové. Od té doby pracoval na hradecké stomatologické klinice, nejprve jako maxilofaciální chirurg, později jako implantolog. V roce 1990 obdržel titul CSc., v roce 1996 mu byl udělen titul docent, v roce 2013 byl jmenován profesorem.
Od roku 1992 se věnuje dentální implantologii a je jedním z průkopníků tohoto oboru v České republice. Získal zkušenosti na stážích v USA, ve Švýcarsku a v Rakousku. Od roku 1997 je vedoucím implantologického pracoviště stomatologické kliniky v Hradci Králové. S kolektivem spolupracovníků zavedl 50 000 implantátů. Napsal 230 implantologicky zaměřených publikací v tuzemském i renomovaném zahraničním odborném tisku a přednesl 350 odborných přednášek, převážně na implantologické téma. Je vědeckým sekretářem Implantologického klubu České republiky a vedoucím kolektivu autorů první české  učebnice dentální implantologie, která vyšla ve třech vydáních a získala Cenu rektora Karlovy univerzity za nejlepší publikaci roku.
V roce 2024 odešel do důchodu.

## Dílo
Vědecká práce prof. Šimůnka zahrnuje především bádání, výuku a praxi v oboru dentální implantologie. Soustřeďuje se především na náhradu celých zubních oblouků. Vydané odborné publikace:
- Šimůnek A.: Dentální implantáty - móda nebo budoucnost? LKS, 1994, 5: 22-24.
- Šimůnek A.: Co jsou dentální implantáty? (Stav dentální implantologie v roce 1994) Medica revue, 1, 1994, 3: 4-5.
- Šimůnek A.: Dvanáct měsíců s dentálními implantáty Impladent. LKS, 1994, 11: 15-17.
- Šimůnek A.: Použití dentálních implantátů Impladent v bezzubých čelistech. Quintessenz, 5, 1996, 5: 45-51.
- Šimůnek A., Baše J., Kopecká D., Mounajjed R., Skalská H.: Náhrada jednotlivých zubů implantáty Impladent. Quinzessenz, 1998, 6: 46-50.
- Šimůnek A. a kol.: Dentální implantologie, Nucleus HK, 2001, ISBN 8086225151.
- Šimůnek A. a spol.: Dentální implantáty Impladent (videofilm). LASAK, Praha.
- Šimůnek A., Kopecká D., Vahalová D., M.D. Cevallos L.: Chcete třetí zuby? (100 otázek a odpovědí o zubních implantátech) Professional Publishing, Praha 2003.
- Šimůnek A., Cierny M., Kopecká D., Kohout A., Vahalová D.: The sinus floor elevation with phycogenic bone substitute. Clin. Oral Impl. Res., 15, 2004, 4: XXXIX.
- Šimůnek A., Strnad J., Kopecká D., Brázda T.: Longitudinální sledování stability imediátně zatížených implantátů s povrchem Bio (pilotní studie). Quintessenz, 16, 2007:33-38.
- Šimůnek A. a kol.: Dentální implantologie. Druhé, přepracované a doplněné vydání. Nucleus HK, Hradec Králové 2008, ISBN 9788087009307.
- Šimůnek A., Strnad J., Kopecká D., Brázda T.: Development of stability during healing of immediately loaded dental implants. Clin. Oral Impl. Res., 19, 2008: 934.
- Simunek A., Strnad J., Kopecka D., Brazda T., Pilathadka S., Chauhan R., Slezak R., Capek L.: Changes in stability after healing of immediately loaded dental implants. Int. J. Oral Maxillofac. Impl., 25, 2010, 6:1085-1092.
- Šimůnek A., Kopecká D., Vosáhlo T., Dufková D., Brázda T., Zdráhal Z.: Kompletní rekonstrukce chrupu implantáty. LKS, 21, 2011,6: 126-131.
- Kopecka D., Simunek A., Brazda T., Rota M., Slezak R., Capek L.: Relationship between subsinus bone height and bone volume requirements for dental implants: a human radiographic study. Int. J. Oral Maxillofac. Implants, 27, 2012, 1: 48-54.
- Simunek A., Kopecka D., Brazda T., Strnad J., Capek L., Slezak R.: Development of Implant Stability During Early Healing of Immediately Loaded Implants. Int. J. Oral. Maxillofac. Implants, 2012, 27, 3: 619-627.
- Simunek A., Somanathan R.V., Strnad J., Kopecka D., Brazda T.: The development of implants stability in sinus augmentation. Clin. Oral Impl. Res., 23, 2012, Suppl. 7, p. 76.
- Šimůnek A. a kol.: Dentální implantologie. Třetí, přepracované a doplněné vydání. Artilis, 2017, ISBN 9788090679405.
- ŠOLC, Ladislav. Profesor Antonín Šimůnek: Když nemůžeš, tak přidej... - rozhovor. LKS (Praha), 2019, roč. 29, č. 12, S218-S219. ISSN 12103381

## Ocenění
Koncem roku 2012 byl prof. Šimůnek v anketě časopisu Týden zařazen mezi 10 nejvýznamnějších zubních lékařů v České republice.